# الیکایی بال‌نواردار
الیکایی بال‌نواردار (نام علمی: Microcerculus bambla) نام یک گونه از سرده ریزدم‌ها است.